# Hřibsko

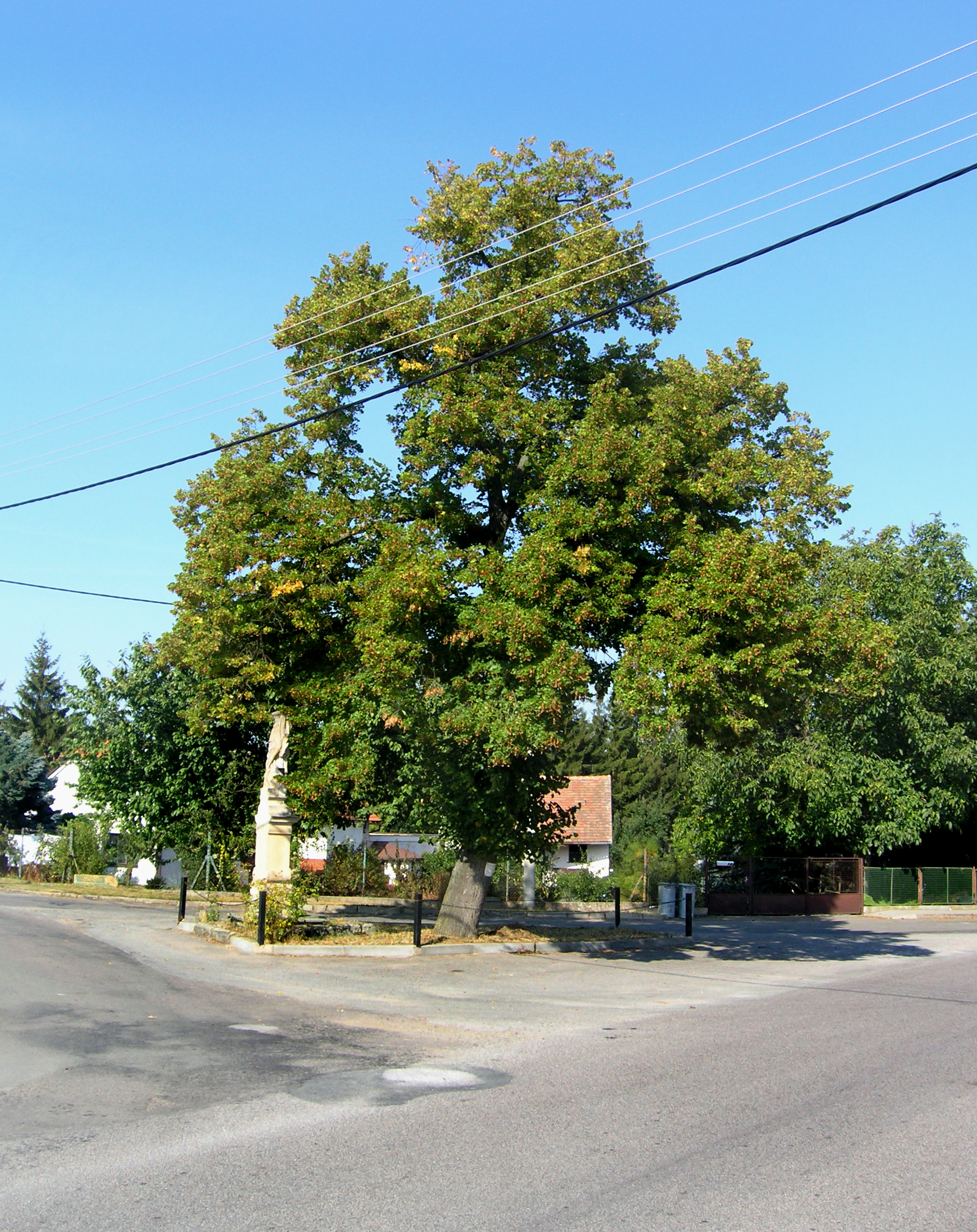
Denkmal des hl. Wenzel und Linde auf dem Dorfplatz

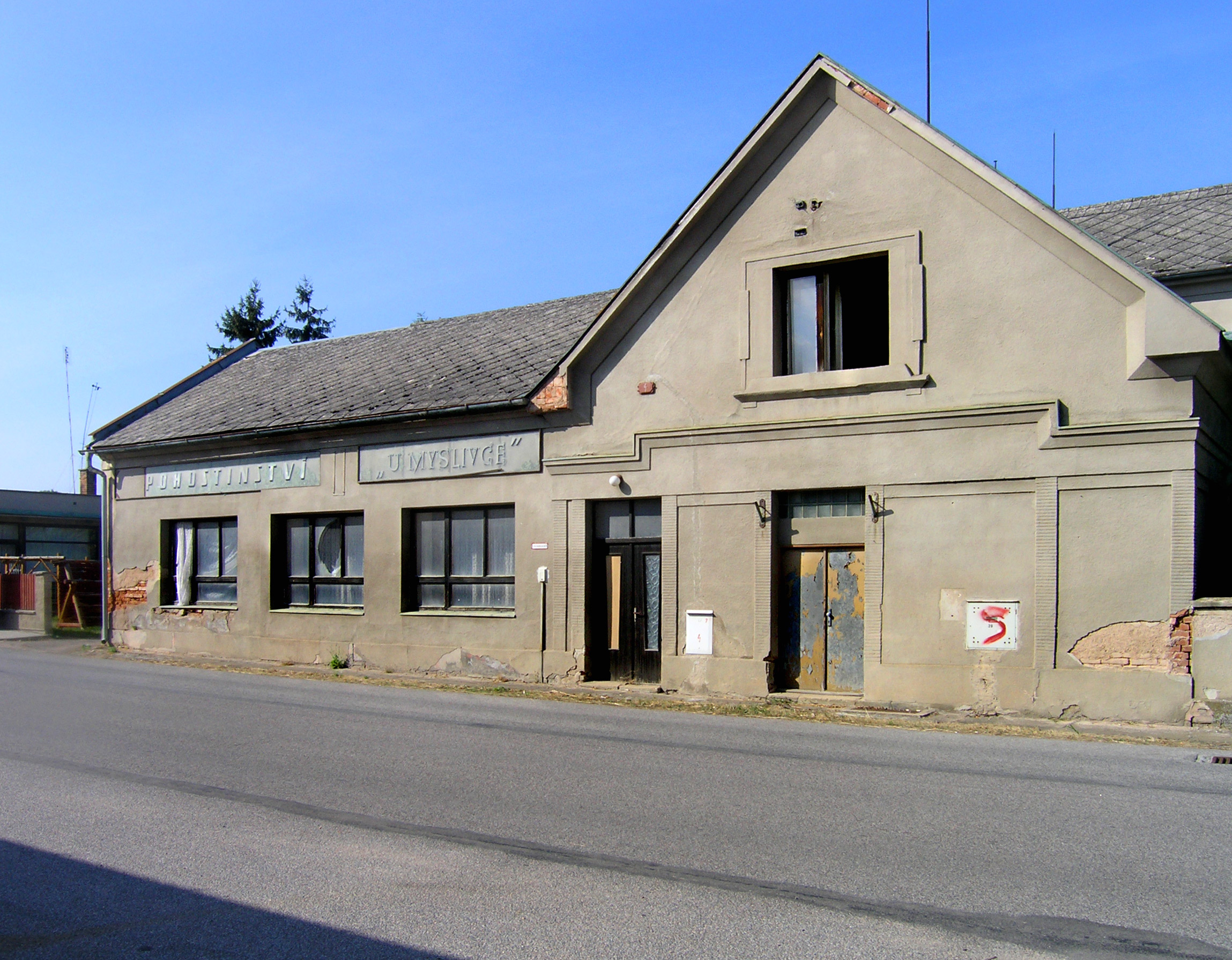
Ehemaliges Wirtshaus

Hřibsko (deutsch Ribsko, 1939–45 Füllenhof) ist ein Ortsteil der Gemeinde Stěžery im Okres Hradec Králové in Tschechien. Er liegt sieben Kilometer westlich des Stadtzentrums von Hradec Králové an dessen Stadtgrenze.

## Geographie
Hřibsko befindet sich am Bach Hřibský potok in der Východolabská tabule (Tafelland an der östlichen Elbe). Nordwestlich erhebt sich die Třešňovka (293 m n.m.). Östlich und südlich des Dorfes verläuft die Silnice I/11 zwischen Hradec Králové und Chlumec nad Cidlinou.
Nachbarorte sind Stěžírky und Stěžery im Norden, Kukleny im Nordosten, Plačice im Osten, Vlčkovice  im Südosten, Praskačka und Urbanice im Süden, Nové Hvozdnice und Hvozdnice im Südwesten, Libčany und Želí im Westen sowie Těchlovice im Nordwesten.

## Geschichte
Die erste schriftliche Erwähnung von Hřibsko erfolgte im Jahre 1541. Das Dorf gehörte zu dieser Zeit zum Königgrätzer Gut Radíkovice. Wegen der Beteiligung der Stadt am böhmischen Ständeaufstand konfiszierte Kaiser Ferdinand I. 1547 sämtliche Königgrätzer Stadtgüter und verkaufte die meisten der eingezogenen Dörfer an Johann von Pernstein. Dessen drei Söhne veräußerten den größten Teil davon gewinnbringend. Zu den nachfolgenden Besitzern gehörten u. a. die Freiherren Dobrženský von Dobrženitz. Im Jahre 1753 kaufte Ernst Guido von Harrach das Gut Radikowitz mit Hřibsko und Tiechlowitz für 28.000 Gulden von der Witwe Chanowsky von Langendorf, geb. Dobrženský, für 28.000 Gulden und schlug es dem Gut Stößer zu.
Im Jahre 1835 bestand das im Königgrätzer Kreis gelegene Dorf Hřibsko bzw. Řibsko aus 35 Häusern, in denen 244 Personen lebten. Im Ort gab es ein Wirtshaus. Pfarrort war Liebtschan. Bis zur Mitte des 19. Jahrhunderts blieb Hřibsko dem Fideikommissgut Stößer untertänig.
Nach der Aufhebung der Patrimonialherrschaften bildete Řípsko ab 1849 eine Gemeinde im Gerichtsbezirk Königgrätz. Ab 1868 gehörte die Gemeinde zum Bezirk Königgrätz. Im Jahre 1869 lebten in den 40 Häusern von Řípsko 283 Menschen; 1880 bestand das Dorf aus 43 Häusern und hatte 350 Einwohner. Seit dem Ende des 19. Jahrhunderts führte die Gemeinde den Namen Řibsko. Auf Anordnung der Linguistischen Kommission in Prag wurde der Ortsname 1925 in Hřibsko abgeändert. 1930 lebten in den 60 Häusern des Dorfes 305 Personen. 1949 wurde Hřibsko dem Okres Hradec Králové-okolí zugeordnet; dieser wurde im Zuge der Gebietsreform von 1960 aufgehoben, seitdem gehörte die Gemeinde zum Okres Hradec Králové. Am 1. Januar 1976 erfolgte die Eingemeindung nach Stěžery. Am 3. März 1991 hatte der Ort 136 Einwohner; beim Zensus von 2001 lebten in den 54 Wohnhäusern von Hřibsko 149 Personen.

## Gemeindegliederung
Der Ortsteil Hřibsko bildet einen Katastralbezirk.

## Sehenswürdigkeiten
- Statue des hl. Wenzel auf dem Dorfplatz, errichtet 1830
- Steinernes Kreuz mit Figur der Jungfrau Maria, am Ortsausgang nach Libčany, errichtet 1880
- Naturlehrpfad im Feuchtgebiet östlich des Dorfes